# Пинахром
Пинахром (1,1'-диэтил-6,6'-диэтокси-2,4'-цианин иодид) — органическое соединение, метиновый краситель с химической формулой C27H31N2O2I. Использовался как кислотно-основный индикатор, также ранее применялся в фотографии как оптический сенсибилизатор.
Пинахром не следует путать с другими родственными соединениями: пинахромом фиолетовым и пинахромовым синим (пинахром синий, производное пинацианола).

## История
После открытия в 1902 году сенсибилизирующей способности этилового красного, первого цианинового красителя, выпускавшегося в промышленном масштабе с конца XIX века, начались поиски более эффективных сенсибилизаторов в длинноволновой области спектра.  Мите и Траубе пытались достичь этого, удлиняя N-замещенную цепь различными алкил-заместителями, но их попытки не принесли результатов. В итоге, максимум сенсибилизации этилового красного, лежащий в 520—570 нм., удалось повысить Эрнсту Кёнигу путем утяжеления молекулы при помощи введения различных заместителей в положения 6,6′ изоцианиновой молекулы. Этот подход привел к созданию пинахрома, а также других родственных красителей: пинавердола, ортохрома Т и пинахрома фиолетового. Однако все эти красители быстро устарели, заменяясь более эффективными соединениями.

## Физические и химические свойства
Темно-зеленый кристаллический порошок. Слабое основание. Плохо растворим в воде, растворим в спирте, соляной кислоте. Обычно используется в виде иодида, также может быть выделен в виде других солей, но название пинахром относится только к иодиду.
Сенсибилизирует фотографические эмульсии вплоть до 640 нм с максимумом в диапазоне 540—615 нм.

## Получение
Пинахром получают из 6-этоксихинолина обычным путем получения цианиновых красителей. Методика получения пинахрома и других родственных соединений описана в немецком патенте DE167770, выданном в 1903 году.

## Применение
Использовался как кислотно-щелочной индикатор с границей перехода 5,6—8,0 pH из слабо-розовой окраски в фиолетовую. Для этой цели готовят 0,1 % раствор вещества в этиловом спирте.
В фотографии применялся как панхроматический сенсибилизатор для желтой и оранжевой части спектра. Для сенсибилизации фотоматериалов пинахром обычно использовался в смеси с другими сенсибилизаторами, чтобы создать непрерывную кривую чувствительности, так как полоса чувствительности каждого сенсибилизатора по отдельности достаточно узкая. При использовании пинахрома в качестве единственного сенсибилизатора можно использовать разбавления порядка 1:50000, как, например, в рецепте пинахромового сенсибилизатора для фотопластинок.